# Seay Nunatak
Seay Nunatak är en nunatak i Antarktis. Den ligger i Västantarktis. Argentina, Chile och Storbritannien gör anspråk på området. Toppen på Seay Nunatak är 1 313 meter över havet.
Terrängen runt Seay Nunatak är varierad, och sluttar söderut. Trakten är obefolkad. Det finns inga samhällen i närheten. 